# Arie Lamme
Arie Lamme (Heerjansdam, 8 januari 1748 - Dordrecht, 18 maart 1801) was een Nederlandse schilder en dichter.

## Leven en werk
Lamme verhuisde met zijn ouders naar Dordrecht, waar hij werd opgeleid door Joris Ponse. Hij trouwde met Johanna van Es. Lamme werd landschap- en behangselschilder. Hij maakte ook kopieën naar oude meesters als Albert Cuyp. Hij gaf les aan onder anderen Abraham Teerlink en zijn eigen kinderen Cornelia en Arnoldus Lamme.
Lamme beoefende ook de dichtkunst en schreef en vertaalde gedichten.

## Werk in openbare collecties
- Dordrechts Museum
- Rijksmuseum Amsterdam

- Biografisch Portaal: 18672555
- Digitale Bibliotheek voor de Nederlandse Letteren: lamm006
- Gemeinsame Normdatei: 1135928193
- International Standard Name Identifier: 0000 0000 7085 4205
- Nederlandse Thesaurus van Auteursnamen: 071750169
- RKD-Nederlands Instituut voor Kunstgeschiedenis: 47654
- Union List of Artist Names: 500052151
- Virtual International Authority File: 96029547
- WorldCat: E39PBJxWVbB6x3r6wGpxBMFVG3